# Neosybra clarkei
Neosybra clarkei är en skalbaggsart som beskrevs av Stefan von Breuning 1974. Neosybra clarkei ingår i släktet Neosybra och familjen långhorningar. Inga underarter finns listade i Catalogue of Life.